# Hipergraf
Hipergraf je posplošitev grafa. V hipergrafu poljubno število povezav (robov) povezuje poljubno število točk.
Hipergraf {\displaystyle H\,} je par {\displaystyle H=(X,E)\,},
kjer je:
- {\displaystyle X\,} množica elementov, ki se imenujejo točke (vozlišča)
- {\displaystyle E\,} je neprazna podmnožica množice {\displaystyle X\,}, njeni elementi se imenujejo hiperpovezave ali kar povezave. Hiperpovezava, ki povezuje samo dve točki, je običajna povezava v grafu.

V izrazu je {\displaystyle E\,} je podmnožica množice {\displaystyle {\mathcal {P}}(X)\setminus \{\emptyset \}}, kjer je {\displaystyle {\mathcal {P}}(X)\,} potenčna množica množice {\displaystyle X\,}.
V grafu povezava pripada paru točk. V hipergrafu so hiperpovezave množice, ki povezujejo točke, in tako lahko vsebujejo poljubno število točk. 
Množica vseh hipergrafov je kategorija s homomorfizmom hipergrafov.

## Vrste hipergrafov
Ker imajo povezave v hipergrafu poljubno kardinalnost, se lahko hipergrafe razdeli na več vrst:
- podhipergrafe
- delne hipergrafe
- področne hipergrafe

Naj bo {\displaystyle H=(X,E)\,} hipergraf, ki ima točke:
{\displaystyle X=\lbrace x_{m}|m\in M\rbrace \!\,,}
kar pomeni, da so točke označene z indeksi {\displaystyle m\in M\,} in je množica povezav enaka:
{\displaystyle E=\lbrace e_{i}|i\in I,e_{i}\subseteq X\rbrace \!\,}
s povezavami, ki so označene z {\displaystyle i\in I\,}.
Podhipergraf  je hipergraf, ki se mu je odstranilo nekaj točk, kar se zapiše kot:
{\displaystyle H_{A}=\left(A,\lbrace e_{i}\cap A|e_{i}\cap A\neq \varnothing \rbrace \right)\!\,.}
Delni hipergraf (parcialni hipergraf) je hipergraf, ki se mu je odstranilo nekaj povezav. 
Za dano množico {\displaystyle J\subset I} množice indeksov {\displaystyle I\,} je delni hipergraf določen kot
{\displaystyle \left(X,\lbrace e_{i}|i\in J\rbrace \right)\!\,.}
Za podmnožico {\displaystyle A\subseteq X} je področni hipergraf  delni hipergraf:
{\displaystyle H\times A=\left(A,\lbrace e_{i}|i\in I,e_{i}\subseteq A\subseteq X\rbrace \right)\!\,.}
Dualni hipergraf (oznaka {\displaystyle H^{*}\,}) hipergrafu {\displaystyle H\,} je hipergraf, ki ima zamenjane točke in povezave glede na prvotni hipergraf.
Osnovni graf (tudi Gaifmanov graf hipergrafa) hipergrafa je graf z enakimi točkami, kot jih ima hipergraf, in enakimi povezavami med vsemi pari točk, ki se jih najde v isti hiperpovezavi. 

## Simetrični hipergrafi
- Rang hipergrafa {\displaystyle r(H)\,} je največja kardinalnost vseh povezav v hipergrafu. Če imajo vse povezave isto kardinalnost, je hipergraf enakomeren ali k-krat enakomeren ali tudi k-hipergraf. Graf je 2-krat enakomeren.

- Stopnja {\displaystyle d(v)\,} vozlišča {\displaystyle v\,} je enaka številu povezav, ki vsebuje točka. Hipergraf je k-regularen, če ima vsaka točka stopnjo k.

- Dualni hipergraf uniformnega hipergrafa je regularni hipergraf in obratno.

- Dve točki {\displaystyle x\,} in {\displaystyle y\,}, ki pripadata hipergrafu {\displaystyle H\,}, se imenujeta simetrični, če obstaja takšen avtomorfizem, da velja {\displaystyle \phi (x)=y\,}. Dve povezavi {\displaystyle e_{i}\,} in {\displaystyle e_{j}\,} sta simetrični, če obstaja takšen avtomorfizem, da velja {\displaystyle \phi (e_{i})=e_{j}\,}.

- Hipergraf je točkovnoprehoden (tudi točkovnosimetričen), če so vse njegove točke simetrične. Podobno velja za povezave (dobi se povezavnosimetričen hipergraf). Kadar je hipergraf točkovno in povezavnosimetričen, je prehoden.